# ユリア・レフチェンコ
ユリア・アンドリイヴナ・レフチェンコ（ウクライナ語: Юлія Андріївна Левченко; 英語: Yuliya Andriyivna Levchenko;1997年11月28日 - ）は、ウクライナの走高跳の選手である。
2017年世界陸上競技選手権大会の銀メダリスト。 2015年の世界陸上競技選手権および2016年リオ五輪には出場したものの決勝に進むことはできなかった。  屋外の自己ベストは2017年8月に世界陸上競技選手権の決勝で記録した2m01cmであり、室内の自己ベストは2018年1月にキエフで記録した1m97cm。

## 2017年
- 2017年になると記録を伸ばしU23欧州選手権で優勝。

- 6月8日、ローマで開かれたダイヤモンドリーグで1m96cmを跳び、準優勝[5]。

- 7月21日、モナコで開かれたダイヤモンドリーグでは1m97cmを跳び、準優勝[6]。

- ロンドンで開かれた世界陸上でも2015年北京大会チャンピオンのマリヤ・ラシツケネと互角に争った。決勝前、レフチェンコの自己最高記録は1m97cmであり、対するラシツケネのシーズンベストが当季世界最高の2m06cmだった[7]。
  - 1m97cmまでレフチェンコとラシツケネはいずれも1回で跳躍を成功させ互角の勝負だったが、バーの高さが1m99cmに上がった時にラシツケネが初めて跳躍を失敗した。試技順が後だったレフチェンコは1回で1m99cmをクリアし優勝に王手をかけた。しかしここでラシツケネが勝負に出る。ラシツケネは1m99cmを再び挑戦することなく、バーの高さを2m01cmに上げたのだ。レフチェンコは2m01cmを1回目の試技で失敗したが、ラシツケネは逆に1回で成功し、レフチェンコを逆転。追い詰められたレフチェンコは2回目の試技で2m01cmをクリアし、パーソナルベストを記録した。しかしラシツケネは2m03cmを1回で跳躍し、レフチェンコは3回とも失敗して準優勝が決まった[8][9]。

- 9月1日、ブリュッセルで開かれたダイヤモンドリーグは1m94cmを跳び準優勝した。ダイヤモンドリーグでは3回ともマリヤ・ラシツケネに敗れている[10]。

## 実績
| 年             | 大会               | 会場                        | 結果           | 補足           |
| ウクライナ代表 | ウクライナ代表     | ウクライナ代表              | ウクライナ代表 | ウクライナ代表 |
| -------------- | ------------------ | --------------------------- | -------------- | -------------- |
| 2013           | ユース世界選手権   | ドネツク ウクライナ         | 13位           | 1.70 m         |
| 2014           | ユースオリンピック | 南京 中国                   | 優勝           | 1.89 m         |
| 2015           | 世界選手権         | 北京 中国                   | 24位 (予選)    | 1.85 m         |
| 2016           | 世界ジュニア選手権 | ブィドゴシュチュ ポーランド | 第3位          | 1.86 m         |
| 2016           | 夏季オリンピック   | リオデジャネイロ ブラジル   | 19位 (予選)    | 1.92m          |
| 2017           | 欧州室内選手権     | ベオグラード セルビア       | 第3位          | 1.94 m         |
| 2017           | U23欧州選手権      | ブィドゴシュチュ ポーランド | 優勝           | 1.96 m         |
| 2017           | 世界選手権         | ロンドン イギリス           | 準優勝         | 2.01 m         |
| 2018           | 世界室内選手権     | バーミンガム イギリス       | 5位            | 1.89 m         |
| 2018           | ヨーロッパ選手権   | ベルリン ドイツ             | 9位            | 1.91m          |